# 真情
『真情』（しんじょう、英題：A Kindred Spirit）は、香港のテレビ局TVBで製作・放送されたテレビドラマである。日本未公開。

## 概要
1995年5月15日から1999年11月13日にかけて、毎週月曜〜金曜の22時35分からの30分間、翡翠台で放送された。話数は、香港のテレビドラマ史上歴代2位の全1128話を数え、さらに最終回として第1129話が舞台劇形式で生放送されるとともに、ラジオでも同時中継された。
放送期間中の平均視聴率は40%に達し、主題歌とともに香港の人々に親しまれた。
2008年から2010年まで、45分番組に再編集した番組がTVB翡翠台において再放送された。主題歌は別のバージョンに差し替えられていた。

## 内容
香港島の湾仔で燒味飯(叉焼乗せご飯)店を営む家族と親類、周囲の人々が織り成す悲喜こもごもの日々を描いている。物語が進むにつれて登場人物も増加し、最終回までに20組以上の夫婦が登場（そのうち15組に、夫婦間の危機が発生した）した結果、主な出演者だけで100名近くに達した。
度々発生する家族間のトラブルや、親類が引き起こす騒動などは、日本の人気テレビドラマである『渡る世間は鬼ばかり』と似ており、番組制作にあたり、何らかの参考にした可能性もある。

### キャスト
- 李司棋
- 薛家燕
- 劉丹
- 関海山
- 黎宣
- 蒋志光
- 蘇玉華
- 郭少芸
- 劉少君
- 劉愷威
- 鄺文珣
- 盧慶輝
- 羅霖
- 曾江
- 張慧儀
- 黄智賢
- 譚倩紅
- 苑瓊丹
- 鄭子誠
- 馬蹄露
- 呂方
- 梁舜燕
- 顔國樑
- 文潔雲
- 楊英偉
- 彭子晴
- 黄錦燊
- 郭耀明
- 楊婉儀
- 袁彩雲
- 謝天華
- 滕麗名
- 伍啓銓
- 鄭少萍
- 呉美珩
- 李國麟
- 楊瑞麟
- 黄新
- 余慕蓮
- 陳青文
- 黄嘉穎
- 黄天鐸
- 梁珮盈
- 張可頤
- 李志偉
- 龍志成
- 苗金鳳
- 黃一飛
- 劉超凡
- 麥家琪
- 邵傳勇
- 葉振聲

### 主題歌
- 無悔愛你一生（李樂詩）

### スタッフ
- 編劇：徐遇安
- 統等：陳寶華、林少枝
- 監督・製作：徐遇安